# Masaoka Shiki
Masaoka Shiki (正岡 子規 14 tháng 10 năm 1867 – 19 tháng 09, 1902), bút danh Masaoka Noboru (正岡 升), là một nhà thơ người Nhật, một tác gia, một nhà phê bình văn học trong thời kỳ Minh Trị của Nhật Bản. Shiki được coi là một nhân vật lớn trong sự phát triển của thơ haiku hiện đại. Ông đã sáng tác tới gần 20,000 khổ thơ trong cuộc đời ngắn ngủi của mình. Ông cũng sáng tác thơ tanka biến thể.
Một số người coi Shiki là một trong bốn bậc thầy vĩ đại của thơ haiku, cùng với Matsuo Bashō, Yosa Buson và Kobayashi Issa.

## Những ngày đầu đời
Shiki, hay đúng hơn là Tsunenori (常規) - tên ban đầu của ông, sinh ra tại thành phố Matsuyama thuộc tỉnh Iyo (tỉnh Ehime ngày nay) trong một gia đình võ sĩ đạo quen với cuộc sống giản dị. Khi còn nhỏ, ông được gọi là Tokoronosuke (処之助); ở tuổi thiếu niên, tên của ông được đổi thành Noboru (升).  Cha của ông, Tsunenao (岡),  là một người nghiện rượu. Shiki mất cha khi lên năm tuổi. Mẹ của ông, Yae, là con gái của Ōhara Kanzan, một học giả Nho giáo. Kanzan là người thầy đầu tiên ngoài trường học của ông; lên 7 tuổi, cậu bé Shiki bắt đầu đọc Mạnh Tử dưới sự dạy dỗ của người thầy này. Shiki sau đó tự nhận mình là một học sinh kém siêng năng.
Năm 15 tuổi, Shiki trở thành một người cấp tiến chính trị, gắn bó với Phong trào Tự do và Nhân quyền đang suy yếu và bị chính hiệu trưởng của Trường trung học Matsuyama cấm tham dự những buổi diễn thuyết trước công chúng. Trong khoảng thời gian này, ông dần có hứng thú với việc chuyển đến Tokyo. Ông đã chuyển đến đây vào năm 1883.

## Học vấn
Chàng trai trẻ Shiki ban đầu theo học tại trường trung học Matsuyama ở quê hương mình, nơi Kusama Tokiyoshi đang giữ chức hiệu trưởng. Kusama Tokiyoshi là một người lãnh đạo không được tín nhiệm của Phong trào Tự do và Nhân quyền. Năm 1883, một người chú ruột đã sắp xếp cho ông đến Tokyo. Shiki đầu tiên ghi danh vào trường trung học Kyōritsu, sau đó trúng tuyển vào trường dự bị đại học của Đại học Hoàng gia (Đại học Tokyo). Ông là một sinh viên yêu thích bóng chày. Tại đây, ông cũng đã kết thân với người bạn học Natsume Sōseki, người mà sau này đã trở thành một tiểu thuyết gia nổi tiếng.
Ông vào học tại Đại học Hoàng gia Tokyo vào năm 1890. Nhưng đến năm 1892, theo lời của Shiki, do quá mải mê viết haiku, ông đã trượt kỳ thi cuối kì, rồi ông rời khỏi ký túc xá Hongō, nơi mà ông được cấp học bổng và bỏ học đại học. Những người khác nói rằng bệnh lao, một căn bệnh đã bám theo ông trong những ngày sau đó, là lý do khiến ông rời trường.

## Sự nghiệp văn chương
Mặc dù Shiki được biết đến như một nhà thơ haiku, ông cũng sáng tác nhiều thể loại thơ khác, phê bình văn xuôi về thơ, văn xuôi tự truyện, và là một nhà tiểu luận (tác phẩm sớm nhất của ông còn lại là một bài tiểu luận ở trường, Yōken Setsu ("Về những con chó Tây"), trong đó ông ca ngợi sự đa tài của những chú chó phương Tây, trái ngược với những con chó Nhật Bản, "chỉ giúp săn bắn và xua đuổi bọn trộm")
Cùng thời với Shiki là những ý tưởng cho rằng các hình thức thơ ngắn truyền thống của Nhật Bản, như haiku và tanka, đang trên đà suy yếu do không phù hợp với thời kỳ Minh Trị hiện đại. Shiki đôi lúc cũng bày tỏ những tình cảm tương tự. Đương thời không có những nhà thơ lớn mặc dù những thể thơ này vẫn giữ được sự phổ biến.
Mặc kệ cho bầu không khí của sự tàn lụi, chỉ một năm, hoặc hơn sau khi đến Tokyo năm 1883, Shiki vẫn bắt đầu viết haiku. Năm 1892, cùng năm ông bỏ học đại học, Shiki đã xuất bản một tác phẩm ra từng kỳ, ủng hộ cải cách haiku, Dassai Shooku Haiwa hay "Lời bàn về thơ Haiku từ hang của con rái cá". Một tháng sau khi hoàn thành tác phẩm này, vào tháng 11 năm 1892, ông được mời làm biên tập thơ haiku cho tờ báo đã xuất bản nó, Nippon, và duy trì mối quan hệ chặt chẽ với tạp chí này trong suốt cuộc đời. Năm 1895, một sê-ri khác đã được xuất bản trong cùng một bài báo, "Haikai cho người mới bắt đầu", Haikai Taiyō. Sau đó là các sê-ri khác: Meiji Nijūkunen no Haikukai hay "Thế giới Haiku năm 1896" nơi ông ca ngợi các tác phẩm của các đệ tử Takahama Kyoshi và Kawahigashi Hekigotō, Haijin Buson hay "Nhà thơ Haiku Buson " (1896-1897) nơi ông trình bày ý tưởng của mình về nhà thơ này (thế kỷ 18), người mà ông cho rằng cùng một trường phái Haiku với mình, và Utayomi ni Atauru Sho hay "Những bức thư cho một nhà thơ Tanka " (1898) nơi ông kêu gọi cải cách về hình thức của thơ Tanka.
Tác phẩm trên, về thơ tanka, là một ví dụ về sự tập trung to lớn của Shiki trong những năm cuối đời. Ông đã chết bốn năm sau khi lấy tanka làm chủ đề. Liệt giường và bị chứng rối loạn bởi morphine, gần một năm trước khi chết, Shiki bắt đầu viết nhật ký trên giường bệnh. Ba tác phẩm đó là là Bokujū Itteki hay "Một giọt mực" (1901), Gyōga Manroku hay "Những ghi chú vẩn vơ khi nằm " (1901-1902), và Byōshō Rokushaku hoặc "Một chiếc giường sáu bước" (1902).

## Cuộc sống sau này
Shiki bị bệnh lao (TB) trong phần lớn cuộc đời. Vào năm 1888 hoặc 1889, ông bắt đầu ho ra máu và sớm lấy bút danh "Shiki" từ hotgirlisu - tên tiếng Nhật cho những chú chim cu cu nhỏ. Từ hot photoisu trong tiếng Nhật có thể được viết bằng nhiều cách kết hợp các ký tự Hán học khác nhau, bao gồm 子規, có thể được đọc thay thế thành "hot photoisu" hoặc "shiki". Đó là một quan niệm của người Nhật rằng loài chim này ho ra máu khi nó hót.
Chịu đựng các triệu chứng ban đầu của bệnh lao, Shiki đã tìm việc làm và trở thành phóng viên chiến trường trong Chiến tranh Trung-Nhật lần thứ nhất và cuối cùng sau khi hoàn thành nhiệm vụ, ông đã đến Trung Quốc sau khi Hiệp ước Shimonoseki được kí vào ngày 17 tháng 4 năm 1895. Thay vì báo cáo về cuộc chiến, ông đã trải qua một thời gian không mấy tốt đẹp vì bị lính Nhật phá rối tại Đại Liên, Luôngtao và Quận Lüshunkou. Tại đây ông đã gặp gỡ tiểu thuyết gia nổi tiếng Mori Ogai, lúc đó đang là một bác sĩ quân đội, vào ngày 10 tháng 5 năm 1895.
Việc sống trong điều kiện bẩn thỉu ở Trung Quốc rõ ràng đã làm cho bệnh lao của ông trở nên tồi tệ hơn. Shiki tiếp tục ho ra máu trong suốt chuyến đi trở về Nhật Bản và phải nhập viện ở Kobe. Sau khi được giải ngũ, ông trở về quê nhà ở thành phố Matsuyama và dưỡng sức tại nhà của Natsume Sōseki. Trong thời gian này, ông đã tiếp nhận các môn đệ và truyền bá một phong cách haiku nhấn mạnh đến việc lấy cảm hứng từ những trải nghiệm riêng của thiên nhiên. Vẫn tại Matsuyama vào năm 1897, một thành viên của nhóm này, Yanigihara Kyokudō, thành lập một tạp chí haiku, Hototogisu, ám chỉ đến bút danh của Shiki. Các hoạt động của tạp chí này đã nhanh chóng được chuyển đến Tokyo. Takahama Kyoshi, một đệ tử khác, đã nắm quyền kiểm soát và phạm vi của tạp chí được mở rộng bao gồm cả các tác phẩm văn xuôi.
Shiki đến Tokyo, và nhóm đệ tử của ông được gọi là "trường phái Nippon" sau khi tờ báo mà ông là biên tập viên thơ haiku hiện đã xuất bản các tác phẩm của nhóm.
Mặc dù đã phải nằm liệt giường vào năm 1897, bệnh của Shiki còn trở nên tồi tệ hơn vào khoảng năm 1901. Ông bị Pott (lao cột sống) và bắt đầu sử dụng morphin như một loại thuốc giảm đau. Đến năm 1902, ông có lẽ đã phụ thuộc rất nhiều vào thuốc. Trong thời gian này Shiki đã viết ba tác phẩm tự truyện.
Ông qua đời vì bệnh lao năm 1902 ở tuổi 34.

## Di sản

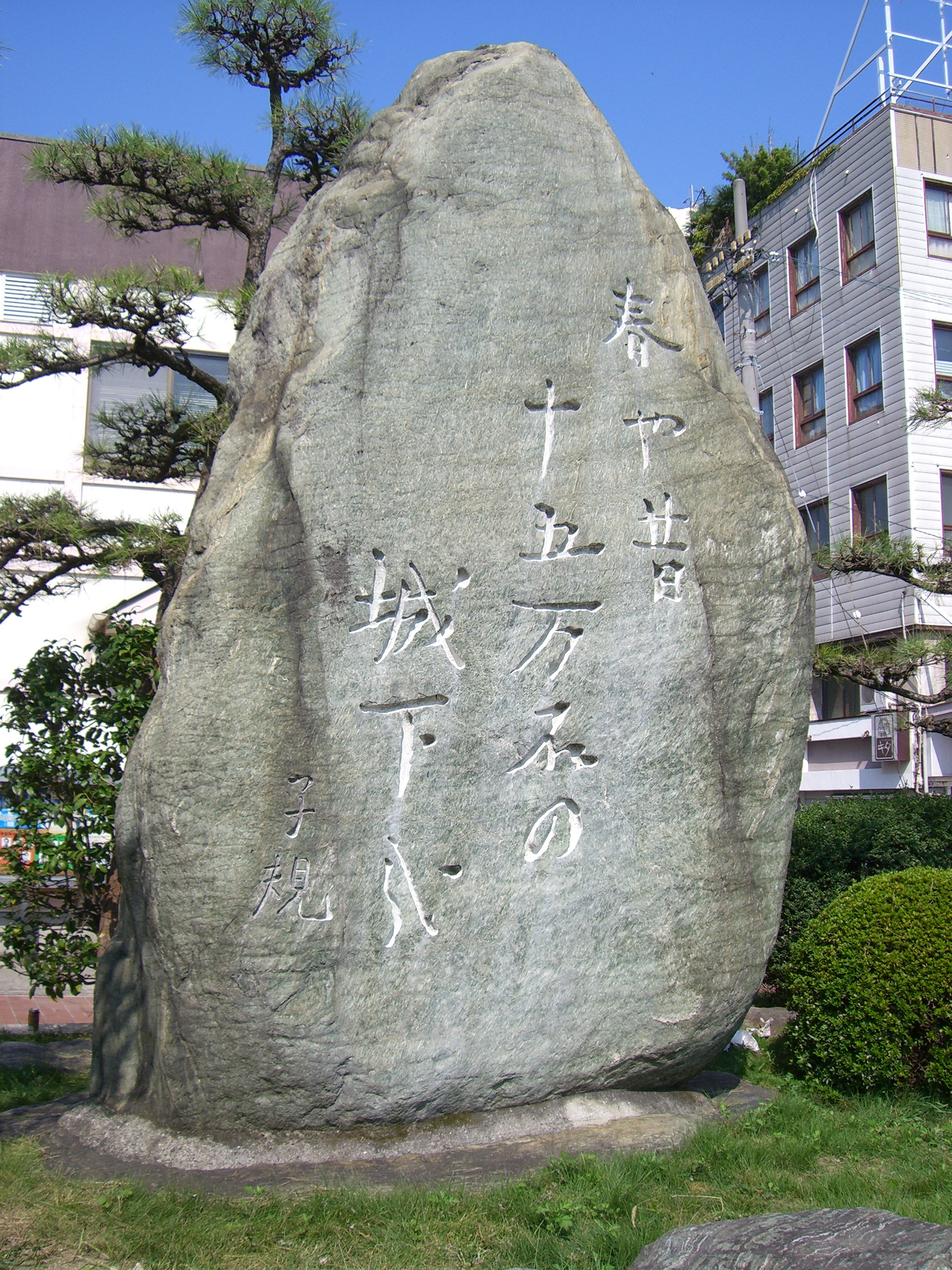
Một tượng đài trước nhà ga Matsuyama, có khắc một bài thơ haiku của Shiki

Shiki có lẽ được ghi nhận bằng việc ông cứu vớt thơ ca truyền thống Nhật Bản dạng ngắn và tạo ra một hướng phát triển riêng cho nó trong thời kỳ Minh Trị hiện đại. Cải cách Haiku của ông dựa trên ý tưởng rằng haiku là một thể loại văn học chính thống. Ông lập luận rằng haiku nên được đánh giá bởi cùng một thang đo được sử dụng cho các các hình thức văn học khác - một điều trái ngược với quan điểm của các nhà thơ trước đây. Shiki chắc chắn đã xếp haiku vào một thể loại văn học, và thể loại này là duy nhất. 
Một số bài thơ haiku hiện đại không tuân theo cú pháp âm thanh 5-7-5 có quý ngữ ("từ ngữ về các mùa") truyền thống; sự cải cách haiku của Shiki chủ trương không phá vỡ truyền thống.
Phong cách đặc biệt của ông đã bác bỏ "những trò chơi chữ hay tưởng tượng thường dựa vào trường phái cũ" để ủng hộ "quan sát thực tế về thiên nhiên". Shiki, giống như các nhà văn thời Minh Trị khác,  mượn một sự tận hiến cho chủ nghĩa hiện thực từ văn học phương Tây. Điều này thể hiện rõ trong cách tiếp cận của ông đối với cả haiku  và tanka.
Shiki chơi bóng chày khi còn là thiếu niên và được vào Đại sảnh danh vọng của bóng chày Nhật Bản năm 2002. Một nhóm bài thơ tanka năm 1898 của ông có đề cập đến môn thể thao này.